# Josep Maria Bricall i Masip
Josep Maria Bricall i Masip (Barcelona, 3 de desembre de 1936) és un economista i polític català.

## Biografia
El 1968 es doctorà en dret i el 1975 en ciències econòmiques. Fou professor a ESADE del 1962 al 1969, catedràtic a la Universitat de les Illes Balears el 1981, i professor de la Universitat de Barcelona, de la qual és catedràtic, d'Economia política i hisenda, des del 1983. Director d'estudis del Centre d'Estudis de Planificació (1968), ha participat en alguns treballs col·lectius, com Estat autonòmic i finances públiques (1984) i Universitat 2000, informe sobre l'ensenyament universitari a Espanya del qual ha estat director.
Formà part del govern de Catalunya 1977-1980 presidit per Josep Tarradellas, primer com a secretari general de la presidència (1977-79) i més tard com a conseller de governació (1979-80). A les eleccions al Parlament de Catalunya de 1984 fou elegit diputat al Parlament de Catalunya com a independent en la candidatura del PSC (PSC-PSOE), escó al que renuncià el 1986 abans d'ésser elegit rector de la Universitat de Barcelona, càrrec que ocupà del 1986 al 1994. El 1994-1998 presidí la Conferència de Rectors Europeus (CRE), i el 2003 fou nomenat membre del Comité National d'Evaluation, organisme de les universitats i escoles superiors franceses.
El 1994 va rebre la Creu de Sant Jordi i fou nomenat doctor honoris causa per la Universitat Rovira i Virgili. Un any més tard, el 1995 va ser condecorat amb l'Orde d'Alfons X el Savi. L'any 1999 el Col·legi d'Economistes de Catalunya el va distingir col·legiat de mèrit. Posteriorment, el 2004 fou nomenat per la Generalitat de Catalunya comissionat per al disseny de l'estructura i funcionament del Consell Nacional de la Cultura i de les Arts, i des del 2006 és membre de l'Institut d'Estudis Catalans dins de la Secció de Filosofia i Ciències Socials. Cal esmentar que també és membre supernumerari de la Reial Acadèmia de Ciències Econòmiques i Financeres.

## Obres
- Política econòmica de la Generalitat (1936-1939), en dues parts:
  - Evolució i formes de la producció industrial (1970)
  - El sistema financer (1979),
- La planificación económica (1973)
- Introducció a l'economia (1977)
- Memòria d'un silenci (2003)
- Del cotó al TGV, un segle d'economia industrial a Catalunya (2000) a L'Avenç
- Repensar la Universitat (2007) a L'Avenç.

## Publicacions
- Bricall, Josep Maria. Estructura i perspectives de l'economia andorrana. Estudi preparatori de planificació a cura de J. M. Bricall. Barcelona: Edicions 62, 1975. ISBN 8429710930. Disponible a: Catàleg de les biblioteques de la UB
- Bricall, Josep Maria. Introducció a l'economia.Esplugues de Llobregat: Ariel, 1977. ISBN 8434474336. Disponible a: Catàleg de les biblioteques de la UB
- Bricall, Josep Maria. Estado autonómico y finanzas públicas: competencias y financiación del sector público en países con diferentes niveles de gobierno: una perspectiva económica. Barcelona: Diputació, Presidència, Gabinete de Publicaciones, 1984. ISBN 845050161X. Disponible a: Catàleg de les Biblioteques de la UB
- Bricall, Josep Maria. Discurs del rector al claustre: 1992. Barcelona: Universitat de Barcelona, 1992. Actes universitaris, 11. ISBN 8447500713. Disponible a: Catàleg de les biblioteques de la UB